# Vinko Boljat
Vinko Boljat (Solin, 1918. — Split, 15. siječnja 1942.), hrvatski pripadnik pokreta otpora u Drugome svjetskom ratu

## Životopis
Rodio se je u Solinu. S otcem i četvoricom braće radio je u tvornici cementa. Braća su prihvatila komunističku klasnu borbu koju je vodio dio radnika solinskog industrijskog bazena. Od izbijanja Travanjskog rata prihvatili su se oružja u borbi protiv okupatora. Talijanske postrojbe poduzele su raciju 8. siječnja 1942. u kojoj su uhitili skupinu Sućurana. Skrovište braće Bolja otkrili su po trazima u snijegu. Matu i Vinka su uhitili i zatvorili u splitskom zatvoru. Vinko je mučen na ispitivanju. 15. siječnja 1942. splitski omladinci pripadnici pokreta otpora ubili su zamjenika zapovjednika satnije Crnih košulja Giuseppe Sacco i vicefederala fašističke stranke, domaćeg fašista Antonnija Hoffmanna. Za osvetu su isti dan skupa su na splitskom groblju Lovrincu strijeljani Ranko Orlić, Vinko Boljat i Silvestar Batina. Vinkova braća, Mate i Pere poginuli su u NOB-u.